# Windermere
Windermere er Englands største sø. Det er en aflang sø, der er formet, da en gletsjer trak sig tilbage efter sidste istid. Det har været en af Englands mest populære steder til ferier og sommerhuse siden Kendal and Windermere-jernbanen blev bygget i 1847. Den ligger i county of Cumbria i Lake District.
Søen har siden 2008 været brugt til svømmekonkurrencen Great North Swim.
54°21′30″N 2°56′10″V / 54.358333333333°N 2.9361111111111°V